# The Young Offenders
The Young Offenders is een Ierse komediefilm uit 2016, geschreven en geregisseerd door Peter Foott. De prent is een parodie op roadmovies en is gebaseerd op waar gebeurde feiten die zich in 2007 voordeden. Hoofdrolspelers zijn Alex Murphy en Chris Walley. De film werd opgenomen in de stad Cork en het omliggende graafschap. De film werd onder andere op de Irish Film and Television Awards en op het Los Angeles Comedy Film Festival bekroond met de prijs voor beste film en beste script. The Young Offenders werd een kassucces en kreeg enthousiaste recensies. De prent was een gezamenlijke productie van Vico Films en Bord Scannán na hÉireann.

## Achtergrond
In 2007 leed een boot schipbreuk in Dunlough Bay, aan de zuidwestkust van Cork. Hierop spoelden honderden kilo’s gesmokkelde cocaïne aan land, met een geschatte waarde van in totaal € 108,5 miljoen. De Garda Síochána wist alle balen cocaïne te recupereren, behalve een.

## Samenvatting
Jock Murphy en Conor MacSweeney, twee pubers uit Cork, zijn de beste vrienden; ze kleden zich identiek en hebben beiden een donzig snorretje. Conor wordt door zijn alleenstaande moeder opgevoed, Jock door zijn alcoholistische vader. De situatie thuis is bij geen van beiden bijster aangenaam. Conor klust bij in het viskraam van zijn moeder Mairead in de English Market van Cork. Zijn vader was een bouwvakker en is omgekomen toen een hamer op zijn hoofd viel. Jock is een getalenteerde fietsendief. Sergeant Healy is geobsedeerd door de fietsendiefstallen in de stad en is vastberaden de dader te vatten, tot ergernis van zijn baas, Superintendent Flynn, die dat een enorme tijdverspilling vindt. Conor en Murphy doden de tijd door te fantaseren over hoeveel rooskleuriger hun leven er zou uitzien indien ze stinkend rijk waren.
Bij toeval ziet Jock een nieuwsbericht over de schipbreuk in de baai van Dunlough en krijgt een lumineus idee. Ze moeten snel zijn: uiterlijk morgen moeten op ze weg gaan, willen ze nog kans maken op een deel van de koek. Jock steelt een gele meisjesfiets voor Conor en ze vatten de 130 kilometer lange tocht naar Mizen Head aan. Wat Jock niet weet, is dat Sergeant Healy een zendertje onder zijn fietszadel heeft geplakt. Met zijn laptop in zijn rugzak fietst Healy de jongens langs de kust achterna. Conors moeder moest vandaag naar de tandarts en Conor hoorde haar plaats aan het viskraam in te nemen. Mairead is uiterst verbolgen dat hij zomaar verdwenen is en stuurt hem een sms: ‘Je kunt maar beter ontvoerd zijn!’
Er volgt een schier eindeloze fietstocht door de Ierse natuur, en de jongens voelen zich alsof ze op een welverdiende vakantie zijn; ze gaan zelfs een partijtje zwemmen. Ze krijgen echter argwaan wanneer ze merken dat iemand hen steeds lijkt te achtervolgen. Jock ziet een verrekijker in een auto liggen en werpt een steen door het raam om hem te stelen. Nu zien ze dat de sergeant hen op de hielen zit. Ze vluchten verder en verschuilen zich in een boerderij. De zwaar drankzuchtige boer houdt hen voor zijn eigen zonen en nodigt hen uit op het diner, maar daarvoor moeten ze eerst een kip doden. Dat kunnen ze niet over hun hart krijgen, en de boer doet het zelf. ’s Avonds wordt hij gewelddadig; ze binden hem vast aan zijn stoel en drinken een biertje met hem. Ze ontdekken het zendertje onder Jocks fietszadel en ze nemen Sergeant Healy beet: ze plaatsen het op een bootje dat ze te water laten. De sergeant waadt onvermoeibaar door de rivieren totdat hij de list ontdekt. Hij keert onverrichter zake terug naar Cork, maar Conors moeder komt eindelijk haar zoon als vermist opgeven.
In de gevangenis zit Big Mouth, die wraak wil nemen op de man die zijn zuster heeft verleid. Dat was eigenlijk Jock, maar hij had die dag een onderbroek van Conor aan. Mairead heeft altijd de gewoonte gehad, etiketjes met ‘Conor MacSweeney’ in Conors kleren te naaien. Na zijn vrijlating gaat Big Mouth onmiddellijk op zoek naar Conor MacSweeney.
Op Mizen Head merken de jongens dat ze te laat zijn: de cocaïnevangst is inmiddels door de politie opgeruimd. Alle moeite was vergeefs. Conor moet defeceren en trekt zich in de ruïnes van Dunlough Castle terug. Daar stuit hij op een slapende landloper met een baal cocaïne in de hand. Ze ontfutselen de baal, maar de landloper ontwaakt. Hij heeft een klompvoet en kan niet snel lopen. Conor had echter uit medelijden zijn jas op hem gelegd, met een etiketje erin. De zwerver breekt in een huis in en zoekt op het internet naar wie Conor MacSweeney is. Hij drukt een foto van hem af.
Conor en Jock zijn euforisch met hun vangst: eindelijk zullen ze schatrijk worden en al hun problemen zijn voorbij. Conor heeft de baal met drugs op de bagagedrager van zijn fiets gebonden, maar merkt niet dat die aan een stuk prikkeldraad blijft haperen. Tijdens de fietstocht naar Cork stroomt alle cocaïne geleidelijk weg. Jock is razend en geeft Conor een vuistslag in het gelaat. Hun vriendschap lijkt voorbij.
Ray, de zwerver, steelt een nagelpistool en zet een klopjacht op Conor in. In de tussentijd gaat Sergeant Healy Jock arresteren, die door zijn vader in elkaar geslagen is. Hij ontsnapt door het raam en loopt naar Conors huis. Ze vullen de lege zak met bloem: ze zullen wel een of ander excuus verzinnen, aldus Jock. Dan klopt Ray echter aan, die wil weten waar zijn cocaïne is. Hij bedreigt Conor, Jock en Mairead en schiet hun elk een spijker in het lijf. Dan klopt Sergeant Healy aan om Conor te arresteren, kort daarop gevolgd door Big Mouth, die Conor met een mes wil steken. De zwerver schiet een nagel op de politieagent, die vervolgens bewusteloos in de bloem neerzakt. Ook op Big Mouth schiet de landloper een nagel. Mairead slaat Ray buiten westen met een snelkookpan en de jongens schoppen hem. Op de keukenvloer liggen drie bewusteloze mannen in een hoop meel.
Tijdens de aftiteling weerklinkt Where’s me jumper?, een absurde cultsong van de Corkse punkgroep The Sultans of Ping FC.

## Rolverdeling
- Alex Murphy: Conor MacSweeney
- Chris Walley: Jock Murphy
- Dominic MacHale: Healy
- Hilary Rose: Mairead MacSweeney
- Stephen O'Connor: vader van Jock
- P. J. Gallagher: Ray
- Ciaran Bermingham: Superintendent Flynn
- Tommy Harris: Big Mouth
- Pascal Scott: boer